# Arsen Galstjan
Arsen Galstjan, född den 19 februari 1989 i Nerkin Karmiraghbyur, Sovjetunionen, är en rysk judoutövare.
Han tog OS-guld i herrarnas extra lättvikt i samband med de olympiska judotävlingarna 2012 i London.